# Ivonbrook Grange
Ivonbrook Grange est une paroisse civile du Derbyshire, en Angleterre.